# 上熊谷
上熊谷（かみくまたに）は、岡山県新見市の地名。郵便番号は718-0001（新見郵便局管区）。

## 地理
新見市の中心からみて北東に位置する山間の地域。旧阿哲郡熊谷村にあたり、新見市役所熊谷市民センターが置かれている。豊かな自然に囲まれており、地区の象徴として塩城山（しおぎさん、標高593m）があげられる（小学校の名前の由来になっている）。11月3日には岩山神社で大祭が行われる。立ち寄り湯もできる熊谷温泉もある。南端には岡山県南への灌漑用水供給を目的に建設された小阪部川ダムがある。

### 河川
熊谷川を中心に、他にも山から小さな川が流れている。川釣りの穴場でアユやヤマメ、ニジマスなど釣れる。休日ともなると川釣りをする人も見かけられる。

## 年中行事
- 8月中旬：盆祭り
- 11月3日：岩山神社で毎年行われる大祭。この日が文化の日ということもあり多くの人で賑わう。神輿は主に、寺本から角内まで練り歩くこととなっている。

## 施設
- 岩山神社
- 新見市立熊谷中学校（統合され現新見市立新見第一中学校）
- 熊谷温泉：立ち寄り湯も可能。
- 鳥居：角内地区には岩山神社から離れた所に鳥居を見ることができる。
- 中原産業：横畑地区にある自動車部品などの組み立てや製造会社。またレンタカー事業もおこなっている

## 交通

### 鉄道
- JR姫新線 岩山駅

### 高速道路
- 中国自動車道大佐スマートICから約10分。新見ICから約20分。